# MisonoカバALBUM2
『misonoカバALBUM2』（ミソノカバアルバムツー）は、日本の歌手・misonoが2010年1月27日にavex traxから発売した2枚目のカバーアルバムである。

## 内容
前作『misonoカバALBUM』から約4か月ぶりのカバーアルバム。
前作と同様の単数形態での発売で、初回仕様の特典として全3種類からなるトレーディングカードがランダムで1枚同梱された。なお、この3種類を揃えると裏面の「misono9変化集合版」が完成する仕組みとなっていた。

## 収録曲
| #         | タイトル | 作詞                   | 作曲                   | 編曲       | 日本語訳詞 | 時間  |
| --------- | --- | ---------------------- | ---------------------- | ---------- | ---------- | ----- |
| 1.        | 「Tomorrow」(アニー)                                                                                          | マーティン・チャーニン | チャールズ・ストラウス | AKIRASTAR  | 片桐和子   | 3:25  |
| 2.        | 「misonoが恋人に歌ってほしい!ウルフルズメドレー」(サムライソウル〜ええねん〜バンザイ 〜好きでよかった〜)      | トータス松本           | トータス松本           | 西川進     |            | 7:33  |
| 3.        | 「天城越え」(石川さゆり)                                                                                      | 吉岡治                 | 弦哲也                 | 西川進     |            | 4:39  |
| 4.        | 「私がオバさんになっても」(森高千里)                                                                          | 森高千里               | 斉藤英夫               | 江口亮     |            | 4:10  |
| 5.        | 「misonoの青春ソング!メドレーⅠ」(motto〜ミュージック ファイター〜ジーザス!ジーザス!〜ラブリーベイベー〜motto) | Tack & Yukky、YUKI     | TAKUYA                 | 西川進     |            | 6:44  |
| 6.        | 「ズルい女」(シャ乱Q)                                                                                         | つんく                 | つんく                 | 西川進     |            | 4:02  |
| 7.        | 「あゝ無情」(アン・ルイス)                                                                                    | 湯川れい子             | NOBODY                 | 西川進     |            | 4:49  |
| 8.        | 「気のきかないケーキで誕生日」(所ジョージ)                                                                    | 所ジョージ             | 所ジョージ             | 井上慎二郎 |            | 3:03  |
| 9.        | 「木綿のハンカチーフ」(太田裕美)                                                                              | 松本隆                 | 筒美京平               | 江口亮     |            | 4:56  |
| 合計時間: | 合計時間: | 合計時間:              | 合計時間:              | 合計時間:  | 合計時間:  | 43:21 |

### 解説
1. Tomorrow（英語版）
ミュージカル『アニー』のテーマソングのリアレンジカバー[1]。
2. misonoが恋人に歌ってほしい!ウルフルズメドレー
ウルフルズの楽曲から恋人に歌ってほしい楽曲をテーマに選曲したリアレンジカバーメドレー[1]。
3. 天城越え
石川さゆりの同名曲のリアレンジカバー。
4. 私がオバさんになっても
森高千里の同名曲のリアレンジカバー。
5. misonoの青春ソング!メドレーⅠ
JUDY AND MARYの楽曲から自身が思い入れのある楽曲をテーマに選曲したリアレンジカバーメドレー[1]。
6. ズルい女
シャ乱Qの同名曲のリアレンジカバー[1]。
7. あゝ無情
アン・ルイスの同名曲のリアレンジカバー。
8. 気のきかないケーキで誕生日
所ジョージの同名曲のリアレンジカバー。
9. 木綿のハンカチーフ
太田裕美の同名曲のリアレンジカバー。

## 参加ミュージシャン
- misono：Vocal (全曲)、Chorus (#2)、Crowd Voice (#8)

support musician
- 江口亮：Programming (#4,9)
- AKIRASTAR：Programming & Guitar & Bass (#1)
- 井上慎二郎：Programming & Guitar & Crowd Voice (#8)
- 西川進：Guitar (#2,3,5〜7)
- 三井律郎：Guitar (#4,9)
- 戸谷誠：Guitar (#1)
- 小島剛広：Bass (#3,5,6,7)
- 高間有一：Bass (#4,9)
- 松田"FIRE"卓己：Bass & Chorus (#2)
- 中村泰造：Bass & Crowd Voice (#8)
- 石井悠也：Drums (#2〜7,9)
- 岩丸正：Drums (#1,8)、Crowd Voice (#8)
- eji：Keyboards (#2,3,5)
- 小林哲也：Keyboards (#6,7)
- 伊藤幸子：Chorus (#1,8)、Crowd Voice (#8)
- 山口信也：Chorus (#2)
- ヤマシタユキ：Chorus & Crowd Voice (#8)
- 中山信彦：Manipulator (#2,3,5〜7)